# Боевые собаки

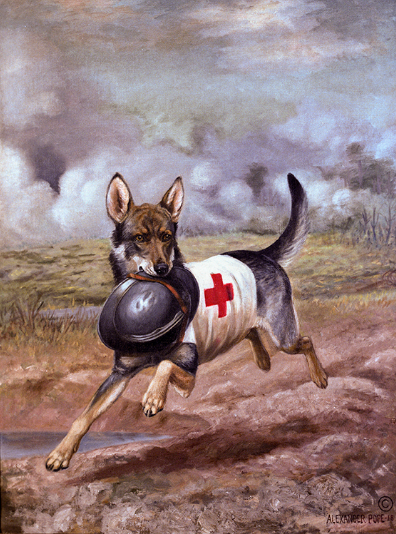
собаки милосердия во время 1 мировой войны использовалась для вытаскивания с поля боя раненных и убитых

Боевые собаки, Военные собаки, Собаки войсковые — специально тренированные служебные собаки, которых использовали в боях (сражениях, битвах) вооружённые силы периода античности и Средневековья с целью непосредственного убийства солдат противника.
В более позднее время собаки в военном деле, на войне использовались для различных целей, но непосредственно для убийства солдат противника целенаправленно не применялись, хотя во Второй мировой войне собаки использовались и для подрыва танков.

## Античное время
В этот период времени большинство одомашненных пород собак имели функциональное применение в различных сферах жизни человека. Породы постоянно изменялись, смешивались, выделялись новые путем селекции и закрепления признаков. Одной предковой породы для современных собак не существует. По одной из версий все современные собаки произошли от волка и некоторых видов шакалов.
В качестве боевых собак чаще всего использовались собаки молосской группы пород. Молоссы — это разнотипная группа мощных и крупных собак с короткой мордой и устрашающим видом, находившаяся на стадии примитивных (неустойчивых) форм пород, сформировавшаяся как генетическая база из собак-аборигенов Древней Греции, Древних государств Востока, Этрурии и кельтов на территории Римской империи. Была выведена для несения охраны (стад, людей и др.), как зверовая собака и как собака-охранник гарнизонов и обозов в войсках. Названия «молосские собаки», «молосские псы», «молоссы» были известны в Европе уже в Средние века (о них упоминает, в частности, Саксон Грамматик). Более широкое распространение оно получило в XVI веке во Франции, а в Англии — в эпоху Ренессанса, то есть с XVII века. Термин «молосская группа собак» широко распространился в обиходной речи лишь в XX веке.
Примитивные породы собак, участвовавшие в образовании молосской группы, являлись аборигенными породами Древнего Востока (Месопотамии, Персии); Древней Греции, стран Этрурии; особей, обитавших на землях кельтов; а также на территории Древнего Рима. Предком большинства боевых собак античности скорее всего является тибетский дог. Эти собаки получили распространение в Индии, Непале, Персии, странах Ближнего и Среднего Востока около 3 тысяч лет назад. Эти мощные животные использовались как пастухи, сторожи, охотники. И в боевом качестве тоже.
Самые древние его изображения относятся к XII веку до нашей эры — в вавилонском святилище найдена сцена охоты на льва с тибетским догом.
С IV века до н. э., на территории Древней Греции было сформировано ядро «племенного материала», которое стало отправной точкой для дальнейшего образования разнообразных пород и получившее название «молосские собаки» по имени древнего племени молоссов, населявших Молоссию — центральную область Эпира. Эта область в настоящее время располагается вокруг современной Иоаннины в Греции.

### Тактика
В сражениях использовались целые своры таких собак. Собаки стремительно врывались в боевые порядки противника, производя невероятную сумятицу, калеча лошадей, раня и опрокидывая воинов неприятеля. При этом кроме расстройства боевых порядков врага и отвлечения его внимания, боевые собаки уничтожали и солдат противника. Вся система подготовки боевой собаки была направлена на то, чтобы, вцепившись в воина, собака боролась с ним до тех пор, пока не победит или не погибнет в поединке. При этом оторвать или поразить хорошо защищенную, тяжелую, физически очень сильную, специально натасканную для убийства человека собаку было крайне сложно. На собак надевали особые ошейники с шипами и краской наносили специальные татуировки. Перед боем собак специально долгое время не кормили, это усиливало их ярость и заставляло сражаться ещё эффективнее. В бою за сворами собак присматривали загонщики, которые занимались как дрессировкой, так и командовали псами на поле боя. По команде собак спускали с поводков и натравливали на отряды противника (желательно с фланга или тыла). Это имело большой эффект, так как голодные раскрашенные собаки не только обращали противника в бегство, но и расстраивали боевые порядки.

### Подготовка
Военных собак натаскивали для борьбы с противником со щенячьего возраста. Для этой цели использовали довольно распространенные и поныне методы тренинга. Помощник воспитателя, одетый в специальную накидку из толстой шкуры, дразнил собаку, доводя её до бешенства. Когда воспитатель спускал собаку с поводка, она бросалась на «дразнилу» и впивалась в него зубами. В это время помощник старался подставить собаке потенциально уязвимые части тела (имея в виду воина в доспехах). Так развивалась привычка брать противника точно по месту. В этот же период собакам прививали такие навыки, как преследование бегущего человека и работа с лежащим человеком. Людей, которые дразнили собак, часто меняли, чтобы воспитать в собаке злобу ко всем людям, а не к конкретному человеку. На следующем этапе подготовки на одежду из шкуры надевали доспехи противника, затем доспехи надевали и на собаку, постепенно приучая её сражаться в обстановке, максимально приближенной к боевой. Шипы на шлеме и ошейнике заменяли деревянными палочками. Собак приучали к толчкам, ударам по щиткам, звону оружия, лошадям.

### Доспехи

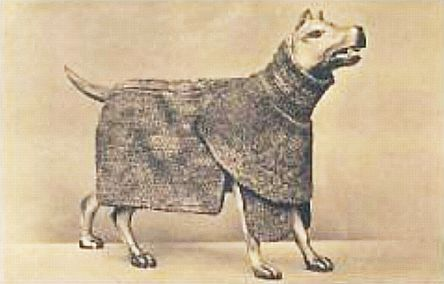
Один из типов доспехов собак конкистадоров

Иногда их облачали в специальные доспехи, чтобы сделать менее уязвимыми для ударов холодным оружием и увеличить вероятность победы над врагом. Доспехи, как правило, состояли из металлического или кожаного панциря, закрывавшего спину и бока собаки, или кольчуги, предохранявших наиболее подвижные части тела (грудь, верх предплечий, живот и т. д.). Иногда на голову собаки надевали металлический шлем. Помимо доспехов, собаку вооружали длинными шипами или обоюдоострыми лезвиями, которые красовались на ошейнике и шлеме. С их помощью собака колола и рассекала тело, ноги и руки атакуемого ею воина, ранила сухожилия ног и вспарывала животы лошадей при столкновениях с конницей противника. Одоспешенных собак широко применяли в Новом Свете конкистадоры. Так они защищали своих псов от индейских стрел. Чаще всего там применялись стёганые и кожаные доспехи.

### Боевое использование
Первые дошедшие до нас свидетельства использования собак в военных действиях относятся, пожалуй к Ближнему Востоку. Существует любопытное изображение фараона Тутанхамона (1333—1323 годах до н. э.) в бою (хотя в крупных войнах он никогда не участвовал) рядом с его колесницей вражеские войска атакуют собаки. Похожие собаки присутствуют на многих египетских изображениях сцен охот фараонов, в том числе и на львов. Вполне вероятно, что они сопровождали фараона и во время боя.

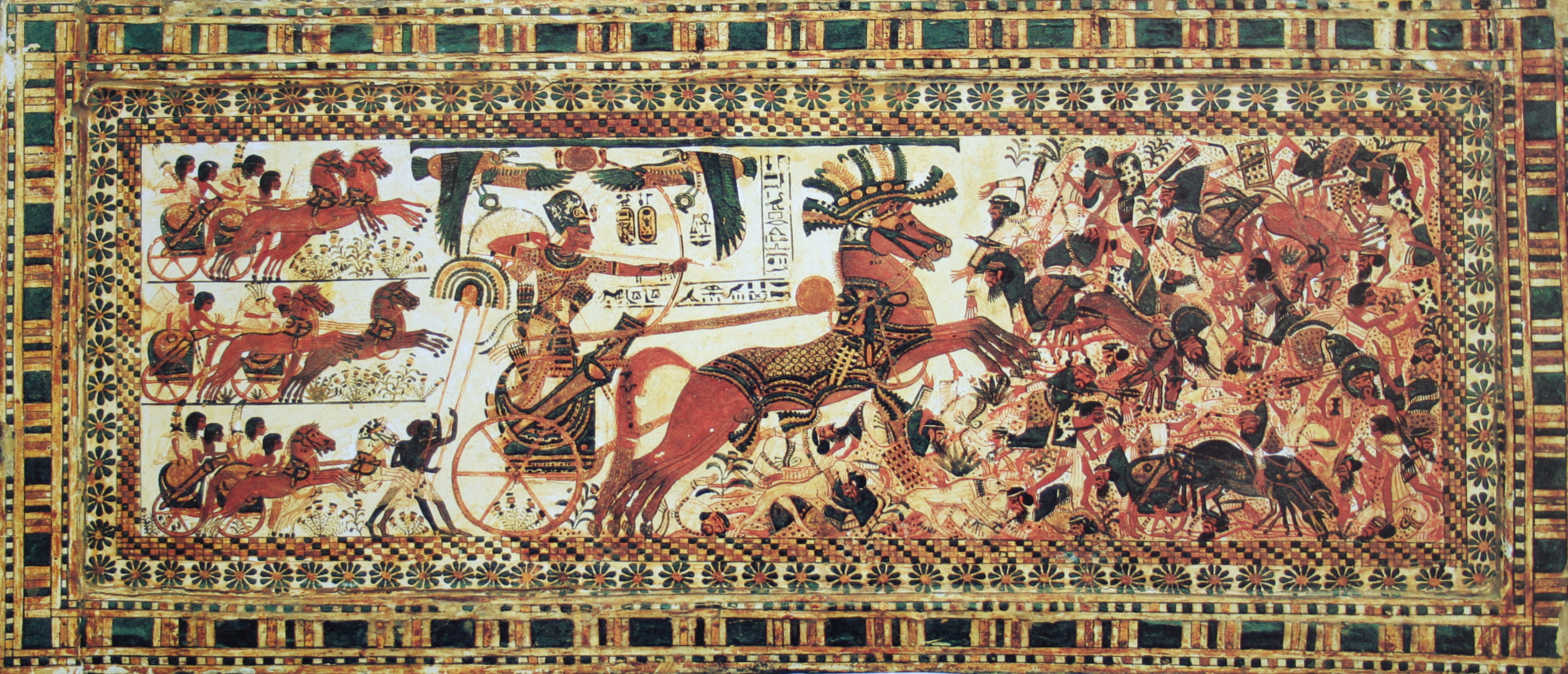
Тутанхамон на колеснице. Изображение из гробницы в Долине царей.

Более известны боевые псы из Ассирии. Предположительно (по барельефам из Вавилона и позже времен Ашшурбанапала), ассирийцы стали применять собак (крупных мастифообразных) в бытовой жизни и охоте в 12 веке, а на войне использовать в 8-7 веках. Ассирийцы для помощи в бою пользовались уже определённой породой собак — догами (мастифами), несшими не только боевую, но и сторожевую службу. Раскопки в Ниневии (Ассирия) доказали, что боевые псы участвовали во многих войнах в армии царя Ассирии Ашшурбанапала (669—627 гг. до н. э.). Их преемниками стало персидское государство, где Кир II Великий ещё в 559—530 годах до н. э. использовал в походах собак. А персидский царь Камбис II в 530—522 гг. до н. э. использовал их в войне с Египтом. Сто лет спустя в войсках Ксеркса псы воевали против Греции.
К грекам боевые собаки попали после победы над Ксерксом в качестве военного трофея. В результате войн доги попали в Эпир. Здесь их целенаправленно разводили на нужды вооружённых сил и на продажу, в области Молоссия. Отсюда пошло название молосский дог и молоссер.
Агесилай при осаде Мантинеи пользовался услугами боевых собак — стокилограммовых мастифов, а Алиатт, царь Лидии, использовал боевых псов в своих войнах против Мидии и киммерийцев 580—585 гг. до н. э. Кассабаленсы и жители Колофона пользовались собаками при разведках. Филипп Македонский, покоряя Арголиду, прибегал к помощи дрессированных собак для преследования горцев. Держал в своём войске специально обученных псов и его сын Александр, он становится страстным любителем мастифов, и благодаря ему они получают большое распространение в мире.
Во время войн Рима с греческими государствами, эти собаки попали в Республиканский Рим. Впервые их, вместе со слонами, привёз в свой поход на территорию Италии царь Эпира Пирр, и они принимали участие в битве при Гераклее (280 г. до н. э.). А затем 100 боевых псов привез в Рим Луций Эмилий Павел для участия в триумфальном шествии по случаю победы, одержанной при Пидне в 168 г. до н. э. над македонским царем Персеем. Боевые собаки, прошли по улицам Рима как военная добыча, вместе с плененным царем Персеем, закованным в цепи.
Рим также получил в наследство от Греции боевых собак, но пользовались ими там мало. Вначале собаки на римской военной службе использовались лишь для пересылки важных сообщений. Также Вегеций в своем «Военном искусстве» говорит, что обыкновенно в башнях крепостей заставляли лежать собак с тонким чутьем, которые при приближении неприятеля лаяли и предостерегали гарнизон. Римляне не использовали собак непосредственно в бою. В Древнем Риме использовали сторожевых собак при охране важных государственных объектов и, возможно, для стражи лимеса. Для этого выбирали особенно злобных сторожевых собак. Скорее всего, использовались собаки-следопыты и для поиска беглецов. Также широко они использовались в гладиаторских играх. Вопреки ряду работ, написанных кинологами, где можно встретить утверждения типа «Молосских догов широко использовали римляне в военных действиях против различных племен Центральной и Западной Европы», в сохранившихся до нашего времени источниках в описании боевых действий нет упоминаний об использовании римлянами собак непосредственно в сражении.
Однако римляне смогли оценить эффективность боевых собак, когда воевали с варварами в Европе. Одно из первых упоминаний — 101 г. до н. э., когда легионы Гая Мария одержали победу над кимврами в битве при Верцеллах. Боевые псы германцев и бриттов были покрыты броней, а на шее носили специальный ошейник с железными шипами. Недаром у древних германцев собака стоила 12 шиллингов, а лошадь — только 6. Гунны также содержали много собак и использовали их для охраны лагерей.

## Средние века
Согласно Де Барр Дюпарку, в сражении при Муртене и Гранзене в 1476 году между швейцарскими и бургундскими собаками возник правильный бой, окончившийся полным истреблением бургундцев. В битве при Валансэ бежавшие впереди в качестве разведчиков собаки французов напали на собак испанцев, завязалась упорная кровавая схватка, но испанские собаки нанесли разведчикам страшный урон. Предание гласит, что император Карл после этого крикнул своим солдатам: «Я надеюсь, что вы будете такими же храбрыми, как ваши собаки!» Генрих VIII Английский послал императору Карлу V вспомогательное войско из 4 000 собак, а Филипп V Испанский приказывал кормить многочисленных собак, бродивших вокруг крепостей, делая, таким образом, их сторожевыми и патрульными: при малейшем шуме австрийских партий, выходящих из Орбителлы, собаки поднимали лай. При вылазках же собаки всегда были впереди, открывая вражеские засады или указывая те дороги, по которым отступал неприятель.

## Новое время

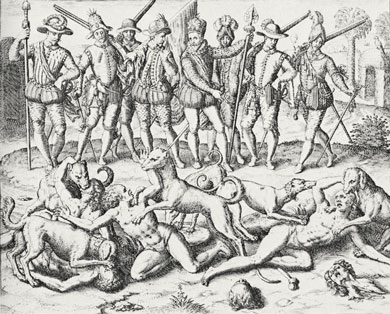
Васко Нуньес де Бальбоа использует собак для казни индейцев в Панаме.

Отличились собаки и в завоевании Нового Света. В расписании войск Колумба, например, упоминаются 200 пехотинцев, 20 кавалеристов и столько же собак. В борьбе против туземцев конкистадоры использовали целые отряды собак. Конкистадоры Индий всегда использовали в войне «борзых, а также иных свирепых и неустрашимых псов». Особо испанские псы прославились в боях за завоевание Мексики и Перу, а в сражении при Каксамалка они вели себя столь храбро, что испанский король назначил им пожизненные пенсии.

## Первая и вторая мировые войны

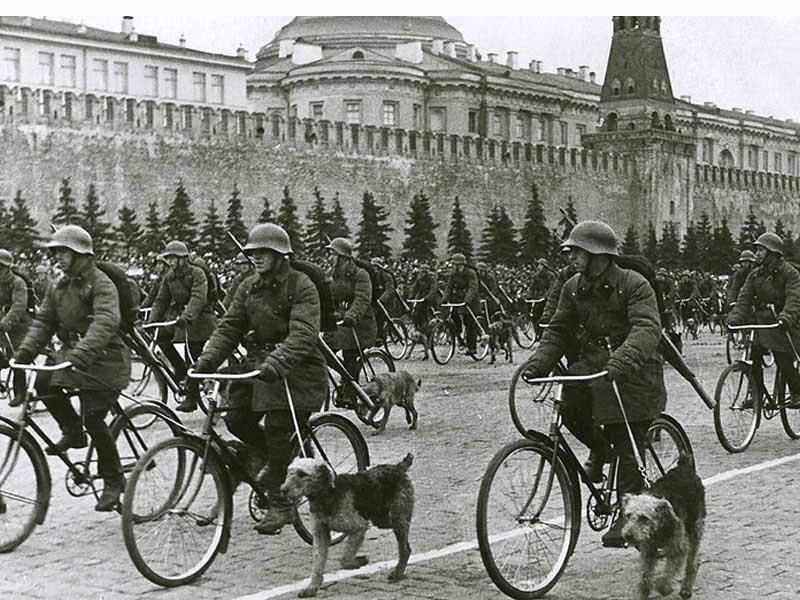
Военные собаководы на велосипедах. Парад на Красной площади, Москва, 1 мая 1938

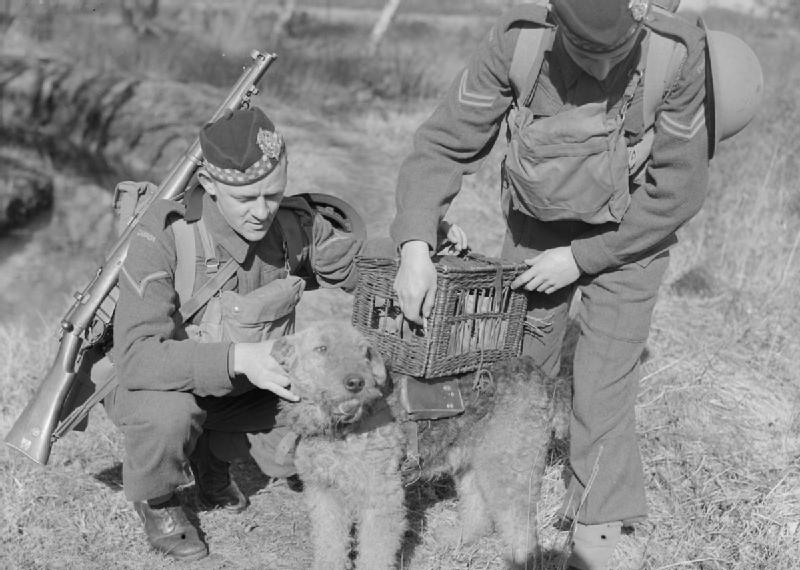
тренировка боевой собаки, на спине у собаки почтовые голуби в корзине 1940 год, Великобритания

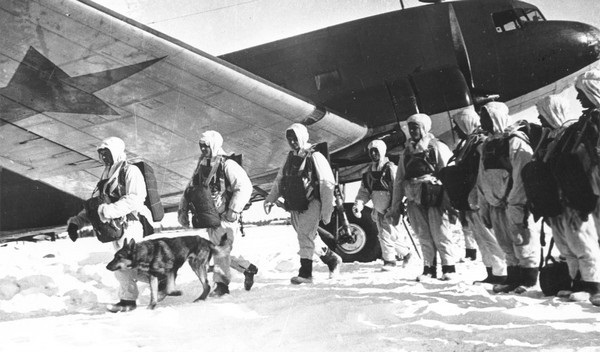
Посадка десантников ВДВ ВС Союза ССР, с сапёрной собакой на самолёт.

Собаки искали мины, прокладывали кабеля связи, искали диверсантов, вытаскивали раненных с поля боя, искали людей под завалами, подносили и переносили боеприпасы оружие, еду и питьё, подрывали танки и бронетехнику и т.д..
В Великую Отечественную войну имел место случай массового использования служебных собак против немецкой пехоты. Это произошло 31 июля 1941 года в бою у села Легедзино в Украинской ССР, когда в критический момент обороны на пехоту противника советские пограничники спустили от 75 до 150 служебных собак.

## Краткая хронология боевого использования
- 669—627 гг. до н. э. — использование в ассирийском войске царем Ашшурбанапалом.
- 628 до н. э. — в Лидии создано особое подразделение боевых собак.
- 559—530 гг. до н. э. — Кир II Великий использовал в походах собак.
- 525 до н. э. — персидский царь Камбис II использовал их в войне с Египтом.
- 490 до н. э. — Марафонское сражение.
- 385 до н. э. — Осада Мантинеи.
- 280 г. до н. э. — в битве при Гераклее.
- 101 до н. э. — сражение при Верцеллах.
- Сентябрь 9 года н. э. — Битва в Тевтобургском Лесу.
- 1476 год — Битва при Муртене.
- 31 июля 1941 года — Бой у села Легедзино.